# Royaume khasa
Royaume Khasa-Malla
(ne) खस राज्य
Le Royaume de Khasa-Malla (népalais : खस मल्ल राज्य), communément appelé sous le nom de Royaume Khasa (népalais : खस राज्य), est un royaume du sous-continent indien, établi dans le Népal actuel autour du XIe siècle. 
Il était gouverné par des rois de la famille Malla (à ne pas confondre avec la dernière dynastie des Malla de Katmandou). Les rois de Khasa Malla ont dirigé les parties occidentales du Népal du XIe siècle jusqu'au XIVe siècle. L'inscription de Khajuraho datant de 954 ap. J.-C déclare que le Royaume Khasa est équivalent au royaume Gauda du Bengale et à Pratihâra.

## Histoire
Une ancienne tribu appelée Khasa est mentionnée dans plusieurs anciens textes indiens légendaires, y compris le Mahabharata. Le royaume historique de Khasa est différent du territoire de cette tribu légendaire, bien qu'il y ait eu quelques spéculations sur un lien entre les deux. Les Khasa historiques sont mentionnés dans plusieurs inscriptions indiennes datées du VIIIe au XIIIe siècle. Le royaume de Khasa Malla était féodatoire et les principautés étaient de nature indépendante. La majeure partie de son territoire était au-dessus du bassin de la rivière Karnali. Le royaume avait conquis la moitié du Grand Népal en deux cents ans. Au XIIe siècle, le roi Nāgarāja a conquis le royaume principal de Jumla dans l'Himalaya central et a envahi les terres jusqu'à la rivière Bheri à l'est, à la rivière Satluj à l'ouest et à la passe montagneuse de Mayum au Tibet au nord. Le roi Nâgarâja également désigné comme Jāveśvara (népalais : जावेश्वर), est originaire de Khāripradeśa (actuelle province de Ngari) et a établi sa capitale à Semjā. Les dynasties Khas ont été créées au XIe siècle ou à une époque antérieure. Il y avait deux dynasties de Khas, l'une à Guge et l'autre à Jumla.
Giuseppe Tucci affirme que les chroniques tibétaines montrent Pṛthvīmalla comme le dernier roi de cet empire. Ce royaume s'est désintégré après la mort d'Abhaya Malla et a formé la confédération Baise rajya.

## Langue et culture

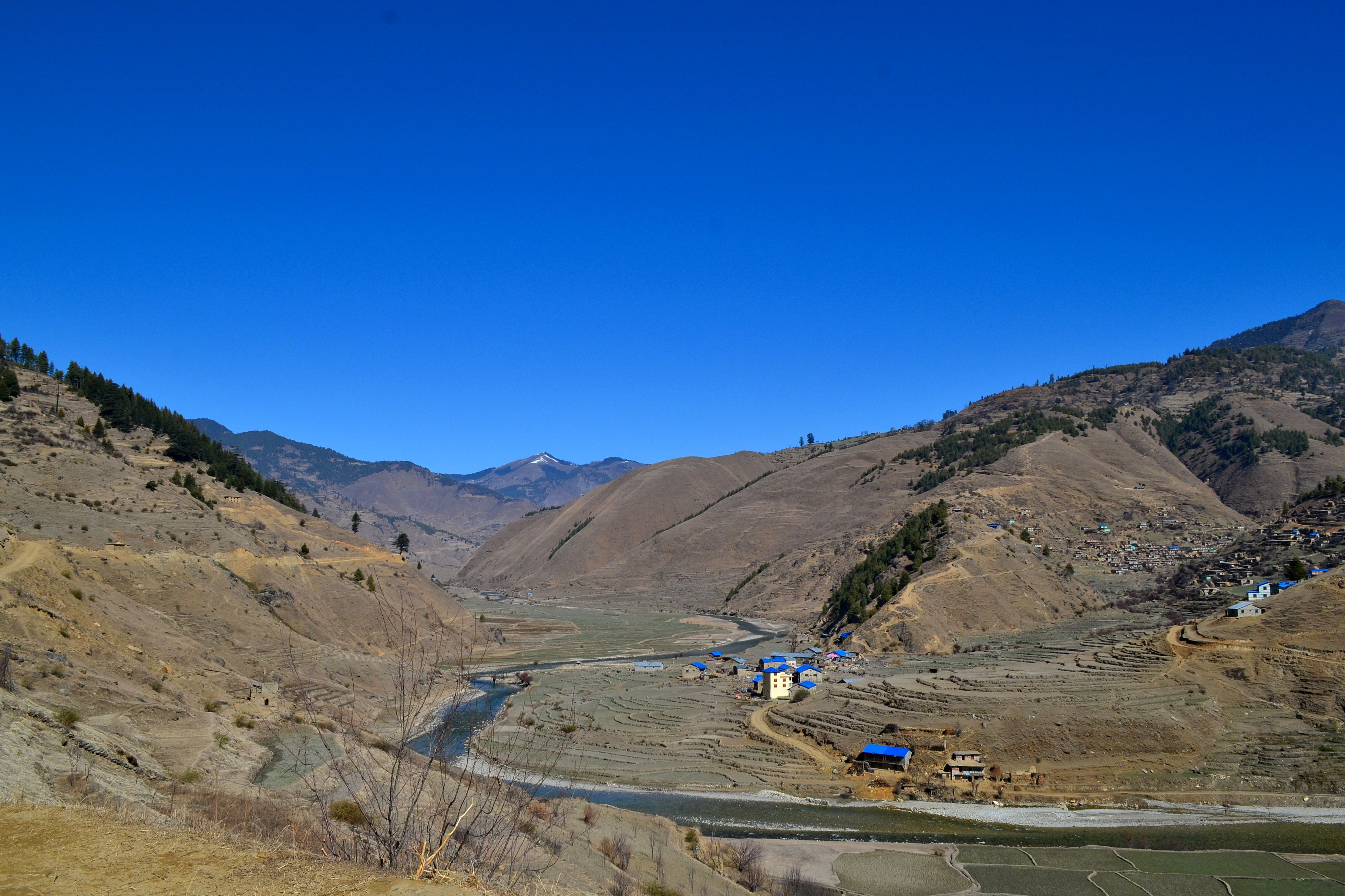
Vallée de Sinja, capitale de Khas Mallas.

La langue du royaume de Khas était le népalais et le sanscrit,. Certains des premiers exemples de script Devanagari sont les enregistrements du XIIIe siècle des sites de l'ancien royaume de Khasa. Ces sites archéologiques sont situés dans les districts de Jumla, Surkhet et Dailekh. La vallée de Sinja était l'ancienne capitale et puissante ville des Khas Mallas  entre le XIIe et le XIVe siècle et le centre d'origine de la langue népalaise (khas). 

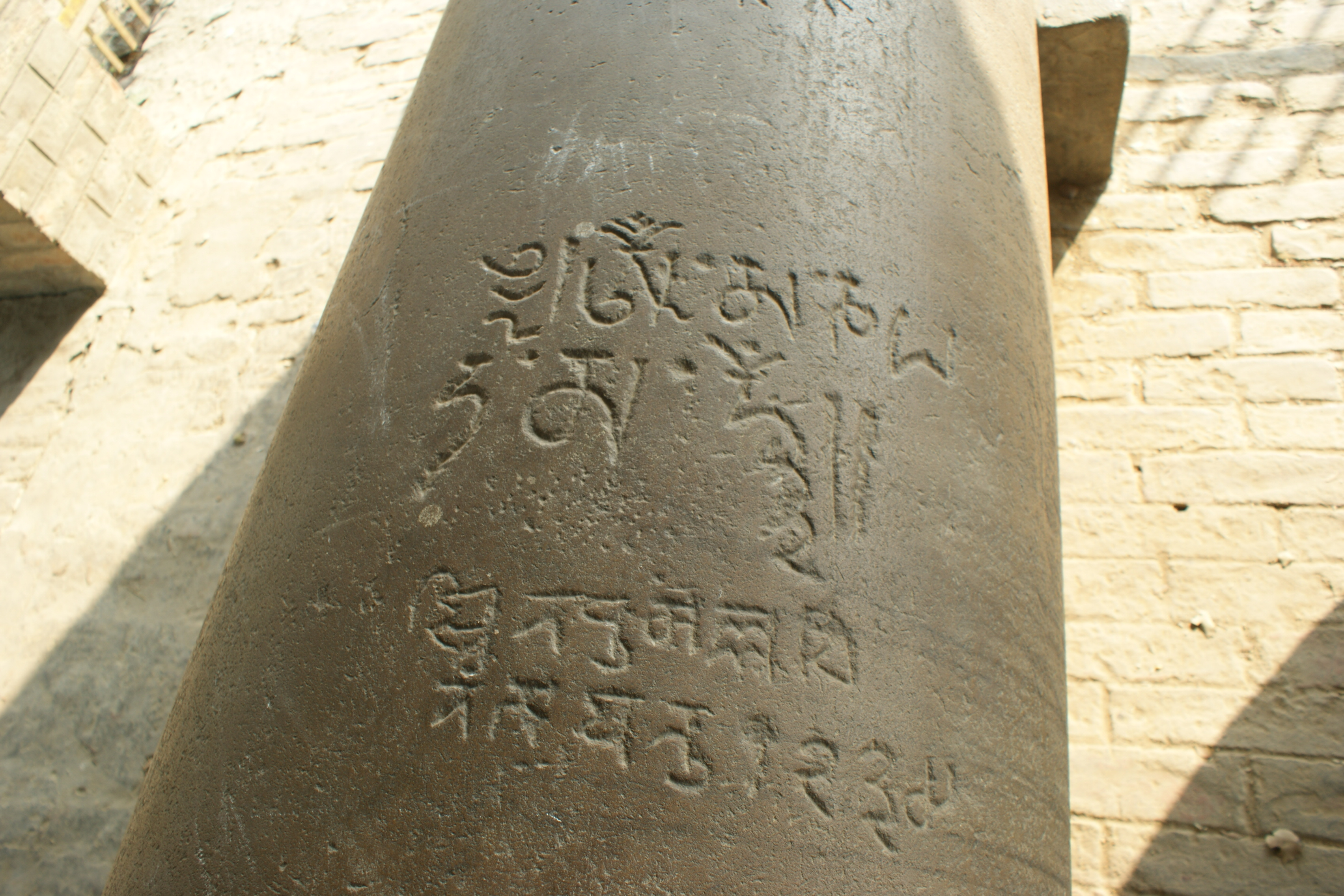
Inscription du XIIIe siècle du roi Ripu Malla sur le pilier d'Ashoka à Nigali Sagar. L'inscription se lit Om mani padme hum et Sri Ripumalla Chiram Jayatu 1234 (Longue vie à Sri Ripumall ; l'année 1234 de l'ère Saka correspond à 1312).

Avant Pthvīmalla, la plupart des rois de Khas étaient bouddhistes. La conversion à l'hindouisme du royaume a démarré lorsque le roi Ripumalla a commencé l’expansion vers le sud du royaume et que les contacts avec l’Inde se sont lentement développés. Le roi Pṛthvīmalla a toujours utilisé des syllabes bouddhistes dans son inscription, bien qu'il ait une forte préférence pour l'hindouisme. L'inscription Prashasti de Dullu de Pṛthvīmalla montre des syllabes bouddhistes, des mantra et des invocations, mais ce dernier Kanakapatra de Shitushka était fondamentalement hindou . Ces deux inscriptions du roi Pṛthvīmalla montraient le passage de l'état du bouddhisme à l'hindouisme. Le règne du roi Punya Malla et de Prithvi Malla avait un rituel et des coutumes hindoues traditionnels.

## Titres, rangs et suffixes
Les successeurs du roi Nāgarāja ont adhéré à un suffixe tel que -illa et -challa comme le roi Chapilla, le roi Krachalla. Challa et Malla étaient des titres de rois et de princes. Rāulā était le titre d'un haut responsable. Des personnalités telles que Malayavarma, Medinivarma, Samsarivarma, Balirāja , etc. portaient le titre de Rāulā. Mandalesvara ou Mandalik était un titre attribué à des personnes puissantes du royaume. Les princes royaux, les hauts fonctionnaires et les rois défaits ont été nommés au poste de Mandalesvara.

## Rois
La liste des rois Khas mentionnée par Giuseppe Tucci dans la succession suivante jusqu'à Prithvi Malla :
- Nâgarâja (népalais : नागराज)[21],[22] également connue sous le nom de Jāveśvara[6] ou Nagadeva par des chroniques tibétaines comprenant une chronique du cinquième dalaï-lama[23]
- Chaap / capa (népalais : चाप ; IAST : Cāpa), fils de Nāgarāja[22]
- Chapilla / Capilla (népalais : चापिल्ल ; IAST : Cāpilla), fils de Cāpa[22]
- Krashichalla (népalais : क्राशिचल्ल ; IAST : Krāśicalla), fils de Cāpilla[22]
- Kradhichalla (népalais : क्राधिचल्ल ; IAST : Krādhicalla), fils de Krāśicalla[22]
- Krachalla (népalais : क्राचल्ल ; IAST : Krācalla), fils de Krādhicalla[22] (1189-1223)
- Ashoka Challa (népalais : अशोक चल्ल ; IAST : Aśokacalla), fils de Krācalla[22] (1223–87)
- Jitari Malla (népalais : जितारी मल्ल ; IAST : Jitārimalla), premier fils d'Aśokacalla[24]
- Ananda Malla (népalais : आनन्द मल्ल ; IAST : Ânandamalla), deuxième fils d'Aśokacalla[24]
- Ripu Malla (népalais : रिपु मल्ल ; IAST : Ripumalla) (1312-1313), fils d'Ānandamalla[24]
- Sangrama Malla (népalais : संग्राम मल्ल ; IAST : Saṃgrāmamalla), fils de Ripumalla[24]
- Aditya Malla (népalais : आदित्य मल्ल ; IAST : Âdityamalla), fils de Jitārimalla[24]
- Kalyana Malla (népalais : कल्याण मल्ल ; IAST : Kalyāṇamalla), fils de Adityamalla ou de Saṃgrāmamalla[24]
- Pratapa Malla (népalais : प्रताप मल्ल ; IAST : Pratāpamalla), fils de Kalyāṇamalla, sans descendance[24]
- Punya Malla (népalais : पुण्य मल्ल ; IAST : Puṇyamalla)[15] d'une autre famille Khas (royauté Purang)[20]
- Prithvi Malla (népalais : पृथ्वी मल्ल ; IAST : Pṛthvīmalla), fils de Puṇyamalla[24]
- Surya Malla (népalais : सूर्य मल्ल) Fils de Ripu Malla, le clan Nāgarāja retourne au pouvoir
- Abhaya Malla (népalais : अभय मल्ल) (XIVe siècle)[9]

### Liste tibétologique
La liste des dirigeants du royaume de Khasa (Tibétain : Israël) établie par les tibétologues Luciano Petech, Roberto Vitali et Giuseppe Tucci est la suivante :
- Naga lde (népalais : Nāgarāja) (début du XIIe siècle)
- bTsan phyug lde (népalais : Cāpilla) (milieu du XIIe siècle)
- bKra shis lde (népalais : Krāśicalla) (XIIe siècle)
- Grags btsan lde (népalais : Krādhicalla) (XIIe siècle), frère de bTsan phyug lde
- Grags pa lde (népalais : Krācalla) (fl. 1225)
- Un sog lde (népalais : Aśokcalla) (fl. 1255–78), fils
- 'Ji dar sMal (népalais : Jitārimalla) (fl. 1287–93), fils
- Un nan sMal(népalais : Ânandamalla) frère (fin du XIIIe siècle)
- Ri'u sMal (népalais : Ripumalla) (fl. 1312–14) fils
- San gha sMal (népalais : Saṃgrāmamalla) (début du XIVe siècle) fils
- A jid smal (népalais : Adityamalla) (1321-1328) fils de Jitari Malla
- Ka lan smal (népalais : Kalyāṇamalla) (XIVe siècle)
- Par t'ab smal (népalais : Pratāpamalla) (XIVe siècle)
- Pu ni sMal/ Puṇya rMal/ bSod nams (népalais : Puṇyamalla) (fl. 1336–39) de la royauté Purang (une autre famille Khas)
- sPri ti sMal / Pra ti rmal (Népalais : Pṛthvīmalla) (fl. 1354–58) fils

## Déclin

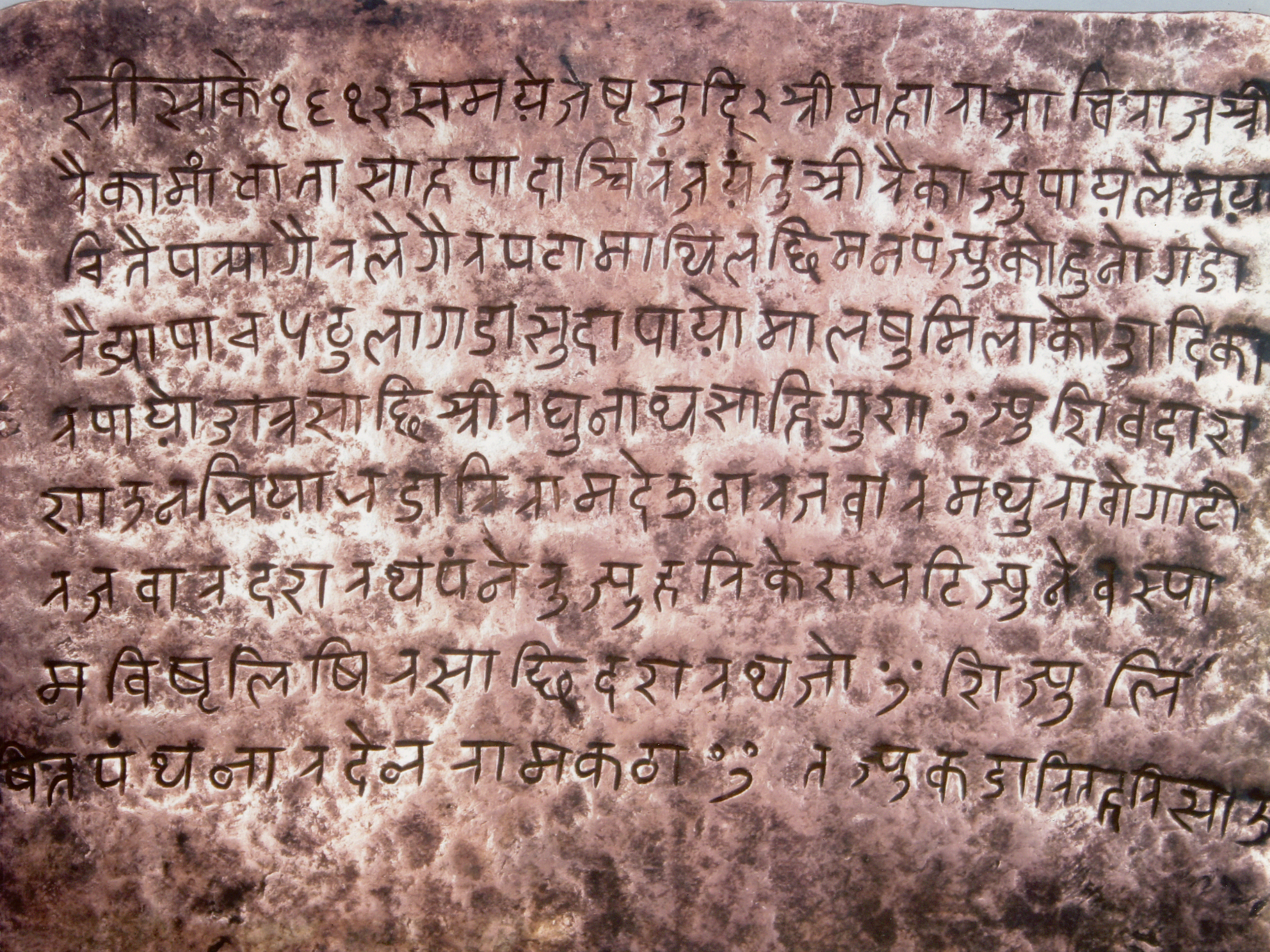
Inscription en cuivre du roi Baise de Doti, Raika Mandhata Shahi à l'époque Saka 1612 (१६१२) (ou 1747 Vikram Samvat) en vieux langage khas à l'aide du script devanagari.

Après le siège de Chittorgarh en 1303, de larges immigrations de Rajputs eurent lieu au Népal. Avant ça, de petits groupes de Rajputs étaient entrés dans la région depuis l'invasion musulmane de l'Inde. Ces immigrants étaient rapidement absorbés à l'intérieur de la communauté Khas grâce à de large similarités. L'historien et jésuite Ludwig Stiller considère que l’interférence Rajput dans la politique du royaume Khas de Humia serait responsable de sa fragmentation et il explique : « Bien qu'ils étaient relativement peu en nombre, ils étaient de caste supérieure, guerriers et de tempérament qui leur a rapidement permis de monter en puissance dans la principauté de Jumla, leur effet sur la politique du royaume était centrifuge. »
Francis Tucker ajoute que « ... les Rajputs étaient si souvent coupables d'ingratitude et de traîtrise pour satisfaire leur ambition. C'étaient des gens féroces et impitoyables qui ne reculaient devant rien. » Après la fin du XIIIe siècle, l'empire Khas s'est effondré et s'est divisé en Baise rajya (22 principautés) dans la région de Karnali-Bheri et Chaubise rajya (24 principautés) dans la région de Gandaki. Ces royaumes Baise et Chaubise étaient gouvernés par les Rajputs et plusieurs gouvernements tribaux décentralisés.
Les 22 principautés Baise rajya étaient :
- Jumla
- Doti
- Jajarkot
- Bajura
- Gajur
- Biskot
- Malneta
- Thalahara
- Dailekh
- Dullu
- Duryal
- Tulsipur
- Dang
- Salyan
- Chilli
- Phalawagh
- Jehari
- Darnar
- Atbis
- Gotam
- Majal
- Gurnakot
- Rukum

Les 24 principautés Chaubise rajya étaient :
- Gorkha
- Lamjung
- Tanahun
- Kaski
- Nuwakot
- Dhor
- Satahun
- Garahun
- Rishing
- Ghiring
- Paiyun
- Parbat
- Galkot
- Palpa
- Gulmi
- Argha
- Khanchi
- Musikot
- Isma
- Dhurkot
- Bajhang
- Bhirkot
- Pyuthan
- Butwal